# Tunisair Express
Tunisair Express, precedentemente nota come Sevenair e prima ancora come Tuninter, è una compagnia aerea regionale tunisina pubblica, posseduta al 98% da Tunisair. Tunisair Express opera in Italia, Malta e Tunisia.

## Storia
Fondata il 21 luglio 1991, fino al 2007 la società fu conosciuta come Tuninter e con il nome arabo "Domestic Airline" (الخطوط الداخلية). Inizialmente operò sulle rotte interne con ATR 42 e ATR 72.
Nel 2000 ottenne l'autorizzazione ai voli internazionali, che videro l'utilizzo di Boeing 737, non disdegnando anche il Douglas DC 9. Il 7 luglio 2007 l'azienda fu ribattezzata SevenAir, nome piuttosto curioso per una società basicamente francofona. Comunque fosse il 98% delle azioni era stato già acquisito dall'aerolinea di bandiera Tunis Air mentre la flotta si arricchiva con i primi bireattori regionali Bombardier CRJ. Il 20 marzo 2011, dopo le dimissioni del presidente della repubblica Zine El-Abidine Ben Ali, l'aerolinea fu nuovamente ribattezzata in TunisAir Express, a rimarcare il legame con l'azienda-madre. Nel dicembre 2015 fu annunciata l'integrazione delle attività nel gruppo Tunisair.

## Flotta
A febbraio 2020 la flotta di Tunisair Express è composta dai seguenti aeromobili:
Secondo una dichiarazione della compagnia aerea del novembre 2019, il terzo aereo sarà consegnato nell'Aprile 2020.
Collettivamente, i tre ATR72-600 saranno utilizzati per sostituire i due ATR72-500 di Tunisair Express, che hanno in media 11,9 anni, e un CRJ-900ER di 12,3 anni. Dei tre velivoli attuali, è attivo un solo ATR72-500 (con marche TS-LBE). Tunisair Express ha anche noleggiato un E170 LR da Jasmin Airways.

## Incidenti
Il 6 agosto 2005 il volo Tuninter 1153, operato dalla compagnia, effettuò un ammaraggio di fortuna al largo della costa di Punta Raisi, vicino a Palermo, a causa di un'avaria ai motori. Nell'incidente persero la vita 16 persone; i vari condannati (tra cui il capitano e il pilota del volo) non vennero mai assicurati alla giustizia italiana.